# Хеллбой: Герой из пекла
«Хеллбой: Герой из пекла» (англ. Hellboy) — супергеройский фильм режиссёра Гильермо дель Торо. Сюжет фильма основан на одноимённом комиксе, автором которого является Майк Миньола. В качестве основной сюжетной линии взят один из комиксов этой серии под названием «Хеллбой: Семя разрушения». Некоторые детали были позаимствованы из комиксов «Хеллбой: Правая рука Судьбы» и «Хеллбой: Короб со злом».

## Сюжет
Фильм начинается с эпиграфа:

В бесконечных просторах космоса демонические существа Огдру Джахад — Семь Богов Хаоса — дремлют в своей хрустальной темнице в ожидании вернуть себе землю… и сжечь небеса.
Des Vermis Mysteriis, стр. 87

23 декабря 1944 года, Великобритания. Идёт Вторая мировая война.
С помощью Григория Распутина оккультисты Третьего рейха намереваются открыть портал в Ад и разбудить Огдру Джахад, чтобы переломить ход войны («Проект „Рагнарёк“»). Распутин, в ходе мистического ритуала (но с применением техники), открывает врата в Ад. Наблюдающий за этим американский спецназ, вместе с молодым доктором Брумом, прерывает ритуал, начинается схватка. Раненный профессор бросает гранату в установку, открывающую портал.
Глава отряда нацистов Карл Рупрехт Крёнен пытается достать гранату, но она взрывается. Крёнен отлетает к колонне и его пронзает металлический прут от конструкции портала. Портал начинает закрываться, Распутина затягивает туда и вскоре тот закрывается.
Брум просит солдат осмотреть местность, потому что портал долго был открыт и что-то могло вырваться из него. Солдаты находят красного чертёнка, которого они называют Хеллбоем. Профессор Брум становится его отцом. Хеллбой отправляется в Америку, вырастает и, как и Брум, начинает работать в специальном отделе по борьбе с паранормальными явлениями при ЦРУ.
Наше время. Профессор Брум нанимает молодого человека по имени Джон Майерс, чтобы присматривать за Хеллбоем. В то же время выжившие Крёнен и Ильза Хаупштайн, помощница Распутина, в Молдавии воскрешают колдуна, а он, в свою очередь, призывает существо, называемое Саммаэлем. Они нападают на музей, где разбивают одну из скульптур. Хеллбой вступает в схватку с Саммаэлем и убивает его. Но Распутин заклял Саммаэля так, что из «каждого его павшего восстанут два новых». Также, Эйб Сапиен, другой агент отдела, обнаруживает в руке Хеллбоя яйца Саммаэля. Хеллбой и отряд агентов отправляются в заброшенную часть метро и уничтожают кладку яиц Саммаэля. Там они встречают Крёнена, который серьёзно ранит агента Клэя и сам притворяется мёртвым.
Тем временем, Майерс уговаривает бывшего агента Лиз Шерман, обладающей способностью распространять вокруг себя огонь, вернуться в агентство. Хеллбой давно влюблён в неё и начинает ревновать Лиз к Майерсу. Агенты доставляют тело Крёнена в Бюро. Профессор Брум исследует его и находит клочки бумаги, на которых видна надпись «Кладбище № 16». В это время Крёнен оживает. В кабинет Профессора заходит Распутин. Он объясняет, что Хеллбой может открыть новый портал в Ад, если назовет собственное настоящее имя. Как только демон откроет врата, сразу же наступит Апокалипсис. Он приказывает Карлу убить Профессора, что нацист и делает. Хеллбой и другие коллеги Брума опечалены, но решают идти по указанному ими следу (не понимая, что им уготована ловушка).
Они отправляются в Советский Союз на Волоколамское кладбище, участок № 16 со склепом, в котором якобы похоронен Распутин. На самом деле там тайный ход в подземелье. Агенты спускаются вниз, но тут же попадают в ловушку и им приходится разделиться. Хеллбой и Том Мэннинг, глава агентства, идут вперед и находят Крёнена. Хеллбой мстит ему за отца, сбрасывая на копья и придавливая огромной шестернёй. Мэннинг остается на месте, а Хеллбой идет дальше. На Лиз и Майерса нападают Саммаэли. Разломав пол, Хеллбой приходит к ним на помощь, но их слишком много. Тогда Лиз использует свою способность взрываться и убивает всех демонов-животных. В живых остаются (не считая Мэннинга) только Лиз, Майерс и Хеллбой. Их всех берут в плен Ильза и Распутин.
Язычник сковывает Хеллбоя такими колодками, что он не может их сломать, какой бы силой ни обладал, пока не назовет своё истинное имя. Он также забирает душу Лиз в Ад, тем самым вынуждая Хеллбоя сдаться и сделать то, что прикажет Распутин: своей правой каменной рукой открыть двери в Ад, замок от которых находится в Тунгусском метеорите (привезённым Распутиным в подземелье). Хеллбой называет своё имя — Анунг Ун Рама. У него вырастают рога, и письмена на его руке становятся огненными. Он начинает открывать дверь в Ад, и Огдру Джахад освобождаются из оков. Он почти открывает «дверь», но Майерс кричит — «Вспомни кто ты такой!», и бросает Хеллбою упавший нательный крест Брума. От креста остаётся ожог на руке Хеллбоя. Распутин говорит Хеллбою, что он достаточно прожил, чтобы знать, что этот мир нужно уничтожить. Но Джон говорит, что у Хеллбоя есть выбор, который дал ему его отец. Колдун приказывает Хеллбою открыть дверь. Но Хеллбой разламывает свои рога, почти убивает Распутина и забирает с собой тело Лиз. Из Распутина выползает маленькое существо, которое вырастает до гигантских размеров за короткий срок времени и убивает его и Хаупштайн.
В подземном коридоре Хеллбой оставляет тело Лиз с Майерсом. Джон даёт ему гранаты, и тут же Хеллбоя хватает и утаскивает щупальце. Он сражается с монстром и, найдя каменный меч, начинает рубить его щупальца. Наконец, Хеллбой позволяет чудищу проглотить себя и взрывает гранаты «Вулкан 65» у него в животе. Вернувшись, он шепчет Лиз, что любит её, и это возвращает её к жизни. Объятые голубым пламенем, они целуются.

## В ролях
| Актёр           | Роль                |
| --------------- | ------------------- |
| Рон Перлман     | Хеллбой             |
| Джон Хёрт       | Тревор Брум         |
| Сельма Блэр     | Лиз Шерман          |
| Руперт Эванс    | Джон Майерс         |
| Карел Роден     | Григорий Распутин   |
| Джеффри Тэмбор  | Том Мэннинг         |
| Даг Джонс       | Эйб Сапиен          |
| Дэвид Хайд Пирс | Эйб Сапиен (голос)  |
| Брайан Стил     | Самаэль             |
| Ладислав Беран  | Карл Рупрехт Крёнен |
| Бидди Ходсон    | Ильза Хаупштайн     |
| Уинтер Эйв Золи | подруга             |

## Критика
Фильм получил положительные отзывы кинокритиков. На сайте Rotten Tomatoes фильм имеет рейтинг 81 % на основе 199 рецензий со средним баллом 6,8 из 10. На сайте Metacritic фильм имеет оценку 72 из 100 на основе 37 рецензий критиков, что соответствует статусу «в целом положительные отзывы».
Клаудия Пуиг из газеты USA Today сказала: «В спецэффектах фильма нет ничего нового, его надуманный сюжет оставляет желать лучшего, а некоторые моменты не имеют смысла. Те, кто не знаком с комиксом, могут покинуть зал, смутившись и почесывая головы».

## Награды и номинации

### Награды
- 2005 — Премия «Сатурн»[9]
  - Лучший грим — Джейк Гарбер, Мэтт Роуз, Майк Элизальде

### Номинации
- 2005 — Премия «Сатурн»[9]
  - Лучшие костюмы — Венди Партридж
  - Лучший фильм-фэнтези
  - Лучшее специздание на DVD

## Перезапуск
В 2019 году состоялась премьера нового фильма о Хеллбое, являющемся перезапуском франшизы и созданным без участия Дель Торо. Режиссёром фильма выступил Нил Маршалл, а в заглавной роли сыграл Дэвид Харбор.